# In the Court of the Crimson King
In the Court of the Crimson King (subtitled An Observation by King Crimson) là album phòng thu đầu tay của ban nhạc rock người Anh King Crimson, phát hành ngày 10 tháng 10 năm 1969. Album đạt vị trí #5 tại Anh, #28 trên bảng xếp hạng Billboard 200 của Mỹ và được chứng nhận vàng.
Album thường được xem là tác phẩm đầu tiên thực sự thể hiện được thể loại progressive rock, khi King Crimson loại bỏ phần lớn ảnh hưởng của nhạc blues lên rock và kết hợp thêm các yếu tố jazz và giao hưởng cổ điển. Trong tác phẩm Rocking the Classics (1997), nhà phê bình và âm nhạc học Edward Macan ghi nhận rằng In the Court of the Crimson King "có lẽ là album progressive rock nhiều ảnh hưởng nhất từng được phát hành". Pete Townshend của The Who phát biểu rằng album là "một kiệt tác phi thường". Trong ấn bản đặc biệt của hai tại chí Q & Mojo Pink Floyd & The Story of Prog Rock, In the Court of the Crimson King được xếp ở vị trí thứ #4 danh sách "40 Cosmic Rock Albums". Album cũng nằm trong danh sách "50 Albums That Built Prog Rock" của Classic Rock.

## Bìa album
Barry Godber (1946–1970), một lập trình viên máy tính, là người vẽ bìa album. Godber mất vào tháng 2 năm 1970 do nhồi máu cơ tim, không lâu sau khi album phát hành. Đây là bìa album duy nhất của ông, và hiện được sở hữu bởi Robert Fripp (trưởng nhóm và tay guitar của ban nhạc).

## Sản xuất
King Crimson biểu diễn lần đầu vào 9 tháng 4 năm 1969, và tạo được sự đột phá khi chơi ở buổi biểu diễn miễn phí the Rolling Stones tại Hyde Park, London vào tháng 7 năm 1969 trước 250,000 tới 500,000 người.
Các buổi thu âm đầu tiên cho album được bắt đầu vào đầu năm 1969 với nhà sản xuất Tony Clarke, người nổi tiếng nhất vì đã cộng tác với The Moody Blues. Sau khi các buổi làm việc này thất bại, nhóm nhạc được cho phép tự sản xuất album. Album được thu âm trên một máy thu 1" 8-track tại Wessex Sound Studios ở London, với kỹ thuật viên Robin Thompson, và trợ giúp Tony Page. Để có được những âm thanh giao hưởng đặc biệt cho album, Ian McDonald dành nhiều giờ điều chỉnh các lớp Mellotron và các nhạc cụ khác.

## Tiếp nhận phê bình
| Đánh giá chuyên môn | Đánh giá chuyên môn |
| Nguồn đánh giá      | Nguồn đánh giá      |
| Nguồn               | Đánh giá            |
| ------------------- | ------------------- |
| Allmusic            | [ 9 ]               |
| Robert Christgau    | D+                  |
| Mojo                | [ 11 ]              |
| Rolling Stone       | (favourable)        |

Bài đánh giá của Rolling Stone khá tích cực, viết rằng, "họ kết hợp nhiều khía cạnh của nhiều dạng âm nhạc để tạo nên một tác phẩm kỳ lạ của sự nguyên bản." Album hiện được xem là kinh điển, Allmusic ca ngợi nó "bằng cách nào đó, King Crimson đã vạch nên một loại nhạc đen tối hơn và sắc sảo hơn hậu-psychedelic rock" trong bài đánh giá gốc và cho rằng album "táo bạo" trong bài đánh giá hiện tại.
Trái ngược, Robert Christgau lại rất tiêu cực và gọi album "cặn bã phế thải".

## Danh sách bài hát
| Mặt một | Mặt một                                                          | Mặt một                                                              | Mặt một    |
| STT     | Nhan đề                                                          | Sáng tác                                                             | Thời lượng |
| ------- | ---------------------------------------------------------------- | -------------------------------------------------------------------- | ---------- |
| 1.      | "21st Century Schizoid Man" (gồm "Mirrors")                      | Robert Fripp, Ian McDonald, Greg Lake, Michael Giles, Peter Sinfield | 7:24       |
| 2.      | "I Talk to the Wind"                                             | McDonald, Sinfield                                                   | 6:04       |
| 3.      | "Epitaph" (gồm "March for No Reason" và "Tomorrow and Tomorrow") | Fripp, McDonald, Lake, Giles, Sinfield                               | 8:49       |

| Mặt hai | Mặt hai                                                                                            | Mặt hai                                | Mặt hai    |
| STT     | Nhan đề                                                                                            | Sáng tác                               | Thời lượng |
| ------- | -------------------------------------------------------------------------------------------------- | -------------------------------------- | ---------- |
| 4.      | "Moonchild" (gồm "The Dream" và "The Illusion")                                                    | Fripp, McDonald, Lake, Giles, Sinfield | 12:13      |
| 5.      | "The Court of the Crimson King" (gồm "The Return of the Fire Witch" và "The Dance of the Puppets") | McDonald, Sinfield                     | 9:26       |

| 2009 40th Anniversary Series re-issue CD-1 | 2009 40th Anniversary Series re-issue CD-1   | 2009 40th Anniversary Series re-issue CD-1 | 2009 40th Anniversary Series re-issue CD-1 |
| STT                                        | Nhan đề                                      | Sáng tác                                   | Thời lượng                                 |
| ------------------------------------------ | -------------------------------------------- | ------------------------------------------ | ------------------------------------------ |
| 1.                                         | "21st Century Schizoid Man" (2009 remix)     | Fripp, McDonald, Lake, Giles, Sinfield     | 7:24                                       |
| 2.                                         | "I Talk to the Wind" (2009 remix)            | McDonald, Sinfield                         | 6:00                                       |
| 3.                                         | "Epitaph" (2009 remix)                       | Fripp, McDonald, Lake, Giles, Sinfield     | 8:52                                       |
| 4.                                         | "Moonchild" (Edited version; 2009 remix)     | Fripp, McDonald, Lake, Giles, Sinfield     | 9:02                                       |
| 5.                                         | "The Court of the Crimson King" (2009 remix) | McDonald, Sinfield                         | 9:20                                       |
| 6.                                         | "Moonchild" (Full version)                   | Fripp, McDonald, Lake, Giles, Sinfield     | 12:13                                      |
| 7.                                         | "I Talk to the Wind" (Duo version)           | McDonald, Sinfield                         | 4:54                                       |
| 8.                                         | "I Talk to the Wind" (Alternate mix)         | McDonald, Sinfield                         | 6:34                                       |
| 9.                                         | "Epitaph" (Backing track)                    | Fripp, McDonald, Lake, Giles, Sinfield     | 9:02                                       |
| 10.                                        | "Wind Session"                               | Fripp, McDonald, Lake, Giles, Sinfield     | 4:28                                       |

| 2009 40th Anniversary Series re-issue CD-2 | 2009 40th Anniversary Series re-issue CD-2                     | 2009 40th Anniversary Series re-issue CD-2 | 2009 40th Anniversary Series re-issue CD-2 |
| STT                                        | Nhan đề                                                        | Sáng tác                                   | Thời lượng                                 |
| ------------------------------------------ | -------------------------------------------------------------- | ------------------------------------------ | ------------------------------------------ |
| 1.                                         | "21st Century Schizoid Man" (2004 remaster)                    | Fripp, McDonald, Lake, Giles, Sinfield     | 7:23                                       |
| 2.                                         | "I Talk to the Wind" (2004 remaster)                           | McDonald, Sinfield                         | 6:03                                       |
| 3.                                         | "Epitaph" (2004 remaster)                                      | Fripp, McDonald, Lake, Giles, Sinfield     | 8:48                                       |
| 4.                                         | "Moonchild" (2004 remaster)                                    | Fripp, McDonald, Lake, Giles, Sinfield     | 12:12                                      |
| 5.                                         | "The Court of the Crimson King" (2004 remaster)                | McDonald, Sinfield                         | 9:25                                       |
| 6.                                         | "21st Century Schizoid Man" (Instrumental)                     | Fripp, McDonald, Lake, Giles, Sinfield     | 6:46                                       |
| 7.                                         | "I Talk to the Wind" (BBC session)                             | McDonald, Sinfield                         | 4:40                                       |
| 8.                                         | "21st Century Schizoid Man" (BBC session)                      | Fripp, McDonald, Lake, Giles, Sinfield     | 7:11                                       |
| 9.                                         | "The Court of the Crimson King (Part 1)" (Mono single version) | McDonald, Sinfield                         | 3:22                                       |
| 10.                                        | "The Court of the Crimson King (Part 2)" (Mono single version) | McDonald, Sinfield                         | 4:30                                       |

| 2009 40th Anniversary Series re-issue CD-3 "The Alternate Album" & vinyl transfer | 2009 40th Anniversary Series re-issue CD-3 "The Alternate Album" & vinyl transfer | 2009 40th Anniversary Series re-issue CD-3 "The Alternate Album" & vinyl transfer | 2009 40th Anniversary Series re-issue CD-3 "The Alternate Album" & vinyl transfer |
| STT                                                                               | Nhan đề                                                                           | Sáng tác                                                                          | Thời lượng                                                                        |
| --------------------------------------------------------------------------------- | --------------------------------------------------------------------------------- | --------------------------------------------------------------------------------- | --------------------------------------------------------------------------------- |
| 1.                                                                                | "21st Century Schizoid Man" (Instrumental trio version)                           | Fripp, McDonald, Lake, Giles, Sinfield                                            | 7:07                                                                              |
| 2.                                                                                | "I Talk to the Wind" (Studio run-through)                                         | McDonald, Sinfield                                                                | 4:20                                                                              |
| 3.                                                                                | "Epitaph" (Alternate version)                                                     | Fripp, McDonald, Lake, Giles, Sinfield                                            | 9:27                                                                              |
| 4.                                                                                | "Moonchild" (Take 1)                                                              | Fripp, McDonald, Lake, Giles, Sinfield                                            | 2:20                                                                              |
| 5.                                                                                | "The Court of the Crimson King" (Take 3)                                          | McDonald, Sinfield                                                                | 7:14                                                                              |
| 6.                                                                                | "21st Century Schizoid Man" (Original pink label UK vinyl transfer)               | Fripp, McDonald, Lake, Giles, Sinfield                                            | 7:21                                                                              |
| 7.                                                                                | "I Talk to the Wind" (Original pink label UK vinyl transfer)                      | McDonald, Sinfield                                                                | 6:03                                                                              |
| 8.                                                                                | "Epitaph" (Original pink label UK vinyl transfer)                                 | Fripp, McDonald, Lake, Giles, Sinfield                                            | 8:56                                                                              |
| 9.                                                                                | "Moonchild" (Original pink label UK vinyl transfer)                               | Fripp, McDonald, Lake, Giles, Sinfield                                            | 12:12                                                                             |
| 10.                                                                               | "The Court of the Crimson King" (Original pink label UK vinyl transfer)           | McDonald, Sinfield                                                                | 9:22                                                                              |

| 2009 40th Anniversary Series re-issue CD-4 live tracks 1-7 Hyde Park, London, July 5th 1969 & 8-11 Fillmore East, New York City, November 1969 | 2009 40th Anniversary Series re-issue CD-4 live tracks 1-7 Hyde Park, London, July 5th 1969 & 8-11 Fillmore East, New York City, November 1969 | 2009 40th Anniversary Series re-issue CD-4 live tracks 1-7 Hyde Park, London, July 5th 1969 & 8-11 Fillmore East, New York City, November 1969 | 2009 40th Anniversary Series re-issue CD-4 live tracks 1-7 Hyde Park, London, July 5th 1969 & 8-11 Fillmore East, New York City, November 1969 |
| STT | Nhan đề | Sáng tác | Thời lượng |
| --- | --- | --- | --- |
| 1. | "21st Century Schizoid Man" | Fripp, McDonald, Lake, Giles, Sinfield | 6:36 |
| 2. | "The Court of the Crimson King" | McDonald, Sinfield | 6:31 |
| 3. | "Get Thy Bearings" | Donovan | 9:41 |
| 4. | "Epitaph" | Fripp, McDonald, Lake, Giles, Sinfield | 4:28 |
| 5. | "Mantra" | Fripp, McDonald, Lake, Giles, Sinfield | 3:04 |
| 6. | "Travel Weary Capricorn" | Fripp, McDonald, Lake, Giles, Sinfield | 5:37 |
| 7. | "Mars" | Gustav Holst | 3:30 |
| 8. | "The Court of the Crimson King" | McDonald, Sinfield | 7:52 |
| 9. | "A Man, a City" | Fripp, McDonald, Lake, Giles, Sinfield | 12:19 |
| 10. | "Epitaph" | Fripp, McDonald, Lake, Giles, Sinfield | 8:31 |
| 11. | "21st Century Schizoid Man" | Fripp, McDonald, Lake, Giles, Sinfield | 7:56 |

| 2009 40th Anniversary Series re-issue CD-5 US mono radio mixes | 2009 40th Anniversary Series re-issue CD-5 US mono radio mixes | 2009 40th Anniversary Series re-issue CD-5 US mono radio mixes | 2009 40th Anniversary Series re-issue CD-5 US mono radio mixes |
| STT                                                            | Nhan đề                                                        | Sáng tác                                                       | Thời lượng                                                     |
| -------------------------------------------------------------- | -------------------------------------------------------------- | -------------------------------------------------------------- | -------------------------------------------------------------- |
| 1.                                                             | "21st Century Schizoid Man"                                    | Fripp, McDonald, Lake, Giles, Sinfield                         | 7:22                                                           |
| 2.                                                             | "I Talk to the Wind"                                           | McDonald, Sinfield                                             | 6:04                                                           |
| 3.                                                             | "Epitaph"                                                      | Fripp, McDonald, Lake, Giles, Sinfield                         | 8:51                                                           |
| 4.                                                             | "Moonchild"                                                    | Fripp, McDonald, Lake, Giles, Sinfield                         | 12:12                                                          |
| 5.                                                             | "The Court of the Crimson King"                                | McDonald, Sinfield                                             | 9:27                                                           |
| 6.                                                             | "The Court of the Crimson King" (Single edit)                  | McDonald, Sinfield                                             | 2:19                                                           |

| 2009 40th Anniversary Series re-issue video content | 2009 40th Anniversary Series re-issue video content | 2009 40th Anniversary Series re-issue video content | 2009 40th Anniversary Series re-issue video content |
| STT                                                 | Nhan đề                                             | Sáng tác                                            | Thời lượng                                          |
| --------------------------------------------------- | --------------------------------------------------- | --------------------------------------------------- | --------------------------------------------------- |
| 1.                                                  | "21st Century Schizoid Man" (Edited version)        | Fripp, McDonald, Lake, Giles, Sinfield              |                                                     |

## Thành phần tham gia
King Crimson
- Robert Fripp – guitar, sản xuất
- Michael Giles – trống, bộ gõ, hát nền, sản xuất
- Greg Lake – hát chính, guitar bass, sản xuất
- Ian McDonald – nhạc cụ hơi (saxophone, flute, clarinet, bass clarinet), keyboard (mellotron, harpsichord, piano, organ), vibraphone, hát nền, sản xuất
- Peter Sinfield – lời bài hát, minh họa, sản xuất

Thành phần kỹ thuật
- Sản xuất bởi King Crimson cho E.G. Productions – ' David & John'.
- Thu âm và chỉnh kỹ thuật bởi Robin Thompson và Tony Page (cũng là người trợ giúp)
- Barry Godber – minh họa bìa[13]

## Khác
Bìa album được vẽ trên một bức tường trong phim Surf Nazis Must Die (1987) của Troma Entertainment.